# Az év magyar csapata
Az év magyar csapata díjat 1958 óta a Magyar Sportújságírók Szövetségének tagjainak szavazata alapján, minden évben egy magyarországi sportcsapat kapja meg. 2017-től külön díjazzák a klasszikus csapatsportok és az egyéni sportágak csapatversenyeinek képviselőit.

## Díjazottak

### Csapatsportágak
| #   | Év   | Csapat                                 | Csapattagok |
| --- | ---- | -------------------------------------- | --- |
| 1.  | 1958 | Magyar férfi vízilabda-válogatott      | Boros Ottó, Csillag Gábor, Dömötör Zoltán, Hevesi István, Jeney László, Kanizsa Tivadar, Kárpáti György, Katona András, Markovits Kálmán, Mayer Mihály, Molnár Róbert, Pintér István, Váczi József |
| 2.  | 1959 | Férfi párbajtőr-válogatott             | Bárány Árpád, Gábor Tamás, Kausz István, Marosi József, Sákovics József |
| 3.  | 1960 | Férfi öttusa-válogatott                | Balczó András, Nagy Imre, Németh Ferenc |
| 4.  | 1961 | Magyar férfi vízilabda-válogatott      | Boros Ottó, Dömötör Zoltán, Felkai László, Gyarmati Dezső, Kanizsa Tivadar, Kárpáti György, Katona András, Konrád János, Konrád Sándor, Markovits Kálmán, Mayer Mihály |
| 5.  | 1962 | Magyar férfi vízilabda-válogatott      | Ambrus Miklós, Bodnár András, Boros Ottó, Dömötör Zoltán, Felkai László, Gyarmati Dezső, Kanizsa Tivadar, Kárpáti György, Katona András, Konrád János, Konrád Sándor, Markovits Kálmán, Mayer Mihály, Pócsik Dénes, Rusorán Péter |
| 6.  | 1963 | Férfi öttusa-válogatott                | Balczó András, Móna István, Török Ferenc |
| 7.  | 1964 | Labdarúgó olimpiai válogatott          | Bene Ferenc, Csernai Tibor, Farkas János, Gelei József, Ihász Kálmán, Katona Sándor, Komora Imre, Nógrádi Ferenc, Novák Dezső, Orbán Árpád, Palotai Károly, Szentmihályi Antal, Szepesi Gusztáv, Varga Zoltán |
| 8.  | 1965 | Magyar női kézilabda-válogatott        | Babos Ágnes, Balogh Márta, Csenki Györgyné, Giba Márta, Gurics Györgyné, Hajek Károlyné, Hanus Ágnes, Ignácz Ilona, Jánya Józsefné, Jóna Magda, Lengyel Erzsébet, Romhányi Józsefné, Rothermel Anna, Schmidt Jenőné |
| 9.  | 1966 | Férfi öttusa-válogatott                | Balczó András, Móna István, Török Ferenc |
| 10. | 1967 | Férfi öttusa-válogatott                | Balczó András, Móna István, Török Ferenc |
| 11. | 1968 | Férfi párbajtőr-válogatott             | B. Nagy Pál, Fenyvesi Csaba, Kulcsár Győző, Nemere Zoltán, Schmitt Pál |
| 12. | 1969 | Junior férfi öttusa-válogatott         | Borlay György, Pethő László, Villányi Zsigmond |
| 13. | 1970 | Férfi öttusa-válogatott                | Bakó Pál, Balczó András, Kelemen Péter |
| 14. | 1971 | Férfi párbajtőr-válogatott             | Erdős Sándor, Fenyvesi Csaba, Kulcsár Győző, Nemere Zoltán, Schmitt Pál |
| 15. | 1972 | Férfi párbajtőr-válogatott             | Erdős Sándor, Fenyvesi Csaba, Kulcsár Győző, Osztrics István, Schmitt Pál |
| 16. | 1973 | Magyar férfi vízilabda-válogatott      | Balla Balázs, Bodnár András, Csapó Gábor, Cservenyák Tibor, Faragó Tamás, Görgényi István, Kásás Zoltán, Konrád Ferenc, Molnár Endre, Sárosi László, ifj. Szívós István |
| 17. | 1974 | Magyar férfi vízilabda-válogatott      | Bodnár András, Csapó Gábor, Cservenyák Tibor, Faragó Tamás, Görgényi István, Horkai György, Kásás Zoltán, Konrád Ferenc, Molnár Endre, Sárosi László, Szívós István |
| 18. | 1975 | Férfi öttusa-válogatott                | Kancsal Tamás, Maracskó Tibor, Sasics Szvetiszláv |
| 19. | 1976 | Magyar férfi vízilabda-válogatott      | Csapó Gábor, Cservenyák Tibor, Faragó Tamás, Gerendás György, Horkai György, Kenéz György, Konrád Ferenc, Molnár Endre, Sárosi László, Sudár Attila, ifj. Szívós István |
| 20. | 1977 | Magyar férfi vízilabda-válogatott      | Csapó Gábor, Faragó Tamás, Gerendás György, Horkai György, Kenéz György, Magas István, Molnár Endre, Somossy József, Steinmetz János, Sudár Attila, Szívós István, Wolf Péter, Wiesner Tamás |
| 21. | 1978 | Férfi sakkválogatott                   | Adorján András, Csom István, Portisch Lajos, Ribli Zoltán, Sax Gyula, Vadász László |
| 22. | 1979 | Férfi asztalitenisz-válogatott         | Gergely Gábor, Jónyer István, Klampár Tibor, Kreisz Tibor, Takács János |
| 23. | 1980 | jégtánc                                | Regőczy Krisztina, Sallay András |
| 24. | 1981 | Férfi kardválogatott                   | Gedővári Imre, Gerevich Pál, Nagyházi Zoltán, Nébald György, Nébald Rudolf |
| 25. | 1982 | Férfi kardválogatott                   | Gedővári Imre, Bujdosó Imre, Gerevich Pál, Nagyházi Zoltán, Nébald György |
| 26. | 1983 | Férfi öttusa-válogatott                | Fábián László, Pajor Gábor, Szombathelyi Tamás |
| 27. | 1984 | Fogathajtó-válogatott                  | Juhász László, Bárdos György, Fülöp Sándor |
| 28. | 1985 | Magyar labdarúgó-válogatott            | Balog Tibor, Bodonyi Béla, Bognár György, Dajka László, Détári Lajos, Disztl Péter, Disztl László, Esterházy Márton, Fitos József, Garaba Imre, Gyimesi László, Hajszán Gyula, Herédi Attila, Kardos József, Kiprich József, Kovács Kálmán, Mészáros Ferenc, Nagy Antal, Nagy József, Nyilasi Tibor, Péter Zoltán, Róth Antal, Pölöskei Gábor, Sallai Sándor, Szendrei József, Szokolai László, Varga József |
| 29. | 1986 | Magyar férfi kézilabda-válogatott      | Bíró Imre, Bordás József, Debre Viktor, Fodor János, Gyurka János, Hoffmann László, Horváth Gábor, Iváncsik Mihály, Kenyeres József, Kontra Zsolt, Kovács Mihály, Kovács Péter, Marosi László, Oross Tibor, Szabó László |
| 30. | 1987 | Férfi öttusa-válogatott                | Fábián László, Martinek János, Mizsér Attila |
| 31. | 1988 | Férfi öttusa-válogatott                | Fábián László, Martinek János, Mizsér Attila |
| 32. | 1989 | Férfi öttusa-válogatott                | Fábián László, Martinek János, Mizsér Attila |
| 33. | 1990 | Női sakkválogatott                     | Mádl Ildikó, Polgár Judit, Polgár Zsófia, Polgár Zsuzsa |
| 34. | 1991 | Férfi kajaknégyes                      | Csipes Ferenc, Fidel László, Gyulay Zsolt, Ábrahám Attila |
| 35. | 1992 | Női kajaknégyes                        | Kőbán Rita, Mészáros Erika, Dónusz Éva, Czigány Kinga |
| 36. | 1993 | Magyar férfi vízilabda-válogatott      | Benedek Tibor, Dala Tamás, Fodor Rajmund, Gyöngyösi András, Kuna Péter, Lihótzky Károly, Monostori Attila, Nemes Gábor, Németh Zsolt, Péter Imre, Steinmetz Barnabás, Tóth Frank, Tóth László, Vincze Balázs, Varga I. Zsolt |
| 37. | 1994 | Magyar női vízilabda-válogatott        | Dancsa Katalin, Dunkel Zsuzsa, Eke Andrea, Huff Zsuzsanna, Kuna Ildikó, Rafael Irén, Rédei Katalin, Sipos Edit, Stieber Mercédesz, Szalkay Orsolya, Szremkó Krisztina, Tóth Gabriella, Tóth Noémi |
| 38. | 1995 | férfi kenu kettes                      | Horváth Csaba, Kolonics György |
| 39. | 1996 | férfi kenu kettes                      | Horváth Csaba, Kolonics György |
| 40. | 1997 | Magyar férfi vízilabda-válogatott      | Benedek Tibor, Fodor Rajmund, Kásás Tamás, Kiss Gergely, Kovács Zoltán, Kósz Zoltán, Märcz Tamás, Molnár Tamás, Németh Zsolt, Steinmetz Barnabás, Székely Bulcsú, Tóth Frank, Varga I. Zsolt, Vári Attila, Vincze Balázs |
| 41. | 1998 | férfi párbajtőr-válogatott             | Fekete Attila, Imre Géza, Kovács Iván, Kulcsár Krisztián |
| 42. | 1999 | Magyar férfi vízilabda-válogatott      | Biros Péter, Fodor Rajmund, Kásás Tamás, Kiss Csaba, Kiss Gergely, Kovács Zoltán, Kósz Zoltán, Märcz Tamás, Molnár Tamás, Steinmetz Barnabás, Székely Bulcsú, Tóth Frank, Varga I. Zsolt, Vári Attila, Vincze Balázs |
| 43. | 2000 | Magyar férfi vízilabda-válogatott      | Benedek Tibor, Biros Péter, Fodor Rajmund, Kásás Tamás, Kiss Gergely, Kósz Zoltán, Märcz Tamás, Molnár Tamás, Steinmetz Barnabás, Szécsi Zoltán, Székely Bulcsú, Varga I. Zsolt, Vári Attila |
| 44. | 2001 | Férfi kétpárevezős                     | Pető Tibor, Haller Ákos |
| 45. | 2002 | Férfi kétpárevezős                     | Pető Tibor, Haller Ákos |
| 46. | 2003 | Magyar férfi vízilabda-válogatott      | Benedek Tibor, Biros Péter, Fodor Rajmund, Gergely István, Kásás Tamás, Kiss Gergely, Madaras Norbert, Molnár Tamás, Steinmetz Barnabás, Szécsi Zoltán, Varga Tamás, Varga II. Zsolt, Vári Attila |
| 47. | 2004 | Magyar férfi vízilabda-válogatott      | Benedek Tibor, Biros Péter, Fodor Rajmund, Gergely István, Kásás Tamás, Kiss Gergely, Madaras Norbert, Molnár Tamás, Steinmetz Ádám, Steinmetz Barnabás, Szécsi Zoltán, Varga Tamás, Vári Attila |
| 48. | 2005 | Női kajak kettes                       | Kovács Katalin, Janics Natasa |
| 49. | 2006 | Női kajak kettes                       | Kovács Katalin, Janics Natasa |
| 50. | 2007 | Férfi kardválogatott                   | Nemcsik Zsolt, Szilágyi Áron, Lontay Balázs, Decsi Tamás |
| 51. | 2008 | Magyar férfi vízilabda-válogatott      | Benedek Tibor, Biros Péter, Gergely István, Hosnyánszky Norbert, Kásás Tamás, Kis Gábor (vízilabdázó), Kiss Gergely, Madaras Norbert, Molnár Tamás, Szécsi Zoltán, Varga Dániel, Varga Dénes, Varga Tamás |
| 52. | 2009 | Magyar U20-as labdarúgó-válogatott     | Balajti Ádám, Debreceni András, Dudás Ádám, Futács Márkó, Gosztonyi András, Gulácsi Péter, Kiss Máté, Koman Vladimir, Korcsmár Zsolt, Kovácsik Ádám, Megyeri Balázs, Németh Krisztián, Présinger Ádám, Simon András, Simon Ádám, Szabó János, Szekeres Adrián, Takács Péter, Tóth Bence, Varga Roland, Zámbó Bence                                                                                           |
| 53. | 2010 | Női kajak kettes                       | Kovács Katalin, Janics Natasa |
| 54. | 2011 | Ferencvárosi TC női kézilabdacsapata   | Alena Abramovics, Andrási Brigitta, Balogh Barbara, Trufán Noémi, Bari Nagy Regina, Dajka Bettina, Deáki Dóra, Hornyák Anett, Kovacsicz Mónika, Mohácsik Mária, Németh Csilla, Pastrovics Melinda, Such Nelli, Szádvári Krisztina, Szamoránsky Anikó, Szamoránsky Piroska, Szarka Adrienn, Szucsánszki Zita, Tomori Zsuzsanna, Zácsik Szandra                                                                |
| 55. | 2012 | Férfi kajak kettes                     | Dombi Rudolf, Kökény Roland |
| 56. | 2013 | Magyar férfi vízilabda-válogatott      | Decker Attila, Nagy Viktor, Bátori Bence, Bedő Krisztián, Decker Ádám, Gór-Nagy Miklós, Hárai Balázs, Hosnyánszky Norbert, Madaras Norbert, Szivós Márton, Varga Dániel, Varga Dénes, Vámos Márton |
| 57. | 2014 | Győri Audi ETO KC kézilabdacsapata     | Eduarda Amorim, Bódi Bernadett, Katarina Bulatović, Görbicz Anita, Katrine Lunde , Herr Orsolya, Hornyák Ágnes, Hornyák Dóra, Kovacsics Anikó, Korsós Dorina, Heidi Løke, Orbán Adrienn, Rédei-Soós Viktória, Sirián Szederke, Szepesi Ivett, Raphaëlle Tervel |
| 58. | 2015 | Magyar labdarúgó-válogatott            | Bogdán Ádám, Böde Dániel, Dibusz Dénes, Dzsudzsák Balázs, Elek Ákos, Fiola Attila, Gera Zoltán, Guzmics Richárd, Juhász Roland, Kádár Tamás, Király Gábor, Kleinheisler László, Lang Ádám, Leandro de Almeida, Lovrencsics Gergő, Nagy Ádám, Németh Krisztián, Nikolics Nemanja, Pintér Ádám, Stieber Zoltán, Szalai Ádám, Predrag Bošnjak, Priskin Tamás, Vanczák Vilmos                                    |
| 59. | 2016 | Magyar labdarúgó-válogatott            | Király Gábor, Lang Ádám, Korhut Mihály, Fiola Attila, Elek Ákos, Dzsudzsák Balázs, Nagy Ádám, Szalai Ádám, Gera Zoltán, Németh Krisztián, Dibusz Dénes, Böde Dániel, Lovrencsics Gergő, Kleinheisler László, Pintér Ádám, Nikolics Nemanja, Stieber Zoltán, Priskin Tamás, Guzmics Richárd, Bese Barnabás, Gulácsi Péter, Juhász Roland                                                                      |
| 60. | 2017 | Győri Audi ETO KC kézilabdacsapata     | Jana Knedlíková, Heidi Løke, Varga Emőke, Hudák Anette, Hársfalvi Júlia, Nora Mørk, Korsós Dorina, Görbicz Anita, Pál Tamara, Eduarda Amorim, Orbán Adrienn, Tomori Zsuzsanna, Nycke Groot, Yvette Broch, Bódi Bernadett, Puhalák Szidónia, Asma Elghaoui, Kiss Éva, Kari Aalvik Grimsbø, Tóth Gabriella |
| 61. | 2018 | Győri Audi ETO KC kézilabdacsapata     | Jana Knedlíková, Binó Boglárka, Varga Emőke, Afentaler Sára, Anne Mette Hansen , Nora Mørk, Anja Althaus, Görbicz Anita, Pál Tamara, Eduarda Amorim, Fodor Csenge, Tomori Zsuzsanna, Nycke Groot, Yvette Broch, Bódi Bernadett, Puhalák Szidónia, Stine Bredal Oftedal, Kiss Éva, Kari Aalvik Grimsbø, Mireya González                                                                                       |
| 62. | 2019 | FTC-Telekom Waterpolo vízilabdacsapata | Vogel Soma, Sedlmayer Tamás, Pohl Zoltán, Jansik Szilárd, Német Toni, Vámos Márton, Varga Dénes, Mezei Tamás, Aaron Younger, Kállay Márk, Slobodan Nikić, Gárdonyi András, Nikola Jakšić, Stefan Mitrović, Gór-Nagy Miklós |
| 63. | 2020 | Magyar labdarúgó-válogatott            | Gulácsi Péter, Dibusz Dénes, Lang Ádám, Fiola Attila, Bese Barnabás, Willi Orban, Botka Endre, Hangya Szilveszter, Szalai Attila, Loïc Nego, Kecskés Ákos, Nagy Ádám, Lovrencsics Gergő, Kalmár Zsolt, Holender Filip, Gyurcsó Ádám, Schäfer András, Szoboszlai Dominik, Sigér Dávid, Cseri Tamás, Szalai Ádám, Nikolics Nemanja, Könyves Norbert, Sallai Roland, Varga Kevin                                |
| 64. | 2021 | Magyar női vízilabda-válogatott        | Gangl Edina, Garda Krisztina, Gurisatti Gréta, Gyöngyössy Anikó, Illés Anna, Keszthelyi Rita, Leimeter Dóra, Magyari Alda, Parkes Rebecca, Rybanska Natasa, Szilágyi Dorottya, Szücs Gabriella, Vályi Vanda |
| 65. | 2022 | Magyar labdarúgó-válogatott            | |
| 66. | 2023 | Magyar labdarúgó-válogatott            | |
| 67. | 2024 | Magyar női kézilabda-válogatott        | Füzi-Tóvizi Petra, Csíkos Luca, Szöllősi-Schatzl Nadine, Böde-Bíró Blanka, Márton Gréta, Papp Nikoletta, Szemerey Zsófi, Pásztor Noémi, Tóth Nikolett, Vámos Petra, Klujber Katrin, Kácsor Gréta, Faluvégi Dorottya, Juhász Gréta, Bordás Réka, Kuczora Csenge, Janurik Kinga, Győri-Lukács Viktória, Petrus Mirtill, Simon Petra                                                                            |

### Többszörös nyertes csapatok
|    | Sportág                            | Győzelmek |
| -- | ---------------------------------- | --------- |
| 1. | Magyar férfi vízilabda-válogatott  | 15        |
| 2. | Férfi öttusa-válogatott            | 10        |
| 3. | Magyar labdarúgó-válogatott        | 6         |
| 4. | Férfi párbajtőr-válogatott         | 5         |
| 5. | Győri Audi ETO KC kézilabdacsapata | 3         |
| 5. | Női kajak kettes                   | 3         |
| 7. | Férfi kétpárevezős                 | 2         |
| 7. | férfi kenu kettes                  | 2         |
| 7. | Férfi kardválogatott               | 2         |
| 7. | Magyar női vízilabda-válogatott    | 2         |

### Nyertes csapatok sportáganként
|     | Sportág       | Győzelmek |
| --- | ------------- | --------- |
| 1.  | vízilabda     | 18        |
| 2.  | öttusa        | 11        |
| 3.  | vívás         | 8         |
| 3.  | labdarúgás    | 8         |
| 3.  | kézilabda     | 8         |
| 6.  | kajak         | 7         |
| 7.  | evezés        | 2         |
| 7.  | sakk          | 2         |
| 7.  | kenu          | 2         |
| 10. | jégtánc       | 1         |
| 10. | fogathajtás   | 1         |
| 10. | asztalitenisz | 1         |

### Egyéni sportágak csapatai
| Év   | Csapat                                | Csapattagok                                                                 |
| ---- | ------------------------------------- | --------------------------------------------------------------------------- |
| 2017 | Davis-kupa-válogatott, férfi tenisz   | Balázs Attila, Fucsovics Márton, Piros Zsombor, Borsos Gábor, Gödry Levente |
| 2018 | férfi rövidpályás gyorskorcsolyaváltó | Liu Shaolin Sándor, Liu Shaoang, Knoch Viktor, Burján Csaba                 |
| 2019 | tenisz páros                          | Babos Tímea, Kristina Mladenovic                                            |
| 2020 | tenisz páros                          | Babos Tímea, Kristina Mladenovic                                            |
| 2021 | női kajak négyes                      | Bodonyi Dóra, Csipes Tamara, Kárász Anna, Kozák Danuta                      |
| 2022 | női kardválogatott                    | Battai Sugár Katinka, Katona Renáta, Pusztai Liza, Szűcs Luca               |
| 2023 | férfi kardválogatott                  | Decsi Tamás, Gémesi Csanád, Szatmári András, Szilágyi Áron                  |
| 2024 | férfi párbajtőr-válogatott            | Andrásfi Tibor, Koch Máté, Nagy Dávid, Siklósi Gergely                      |